# Alionza
Alionza ist eine Weißweinsorte, die in der italienischen Region Emilia-Romagna kultiviert wird. Sie wurde erst im Jahr 1987 in die italienische Sortenliste aufgenommen, obwohl sie bei Bologna schon seit langem bekannt ist. Dort wurde sie bereits im Jahr 1495 von Petrus de Crescentiis erstmals schriftlich erwähnt. Ihr Anbau ist in der Metropolitanstadt Bologna und der Provinz Modena empfohlen. Zugelassen ist sie im IGT Wein Emilia Alionza.

## Synonyme
Die Rebsorte Alionza ist auch unter den Namen Aglionza, Aleonza, Alionga bianca del Bolognese, Allionza, Glionza, Leonza und Uva Lonza bekannt. Irrtümlich wurde sie auch Gatta, Gatta Alionza, Schiava bianca genannt.

## Ampelographische Sortenmerkmale
In der Ampelographie wird der Habitus folgendermaßen beschrieben:
- Die Triebspitze ist offen. Sie ist weißwollig behaart.
- Die mittelgroßen, fünfeckigen Blätter sind fünflappig und tief gebuchtet (siehe auch den Artikel Blattform). Die Stielbucht ist V-förmig offen. Der Blattrand ist stumpf gezahnt. Die Zähne sind nur mittelgroß.
- Die längliche, pyramidalförmige Traube ist groß und recht lockerbeerig. Die rundlichen Beeren sind groß und von gelblicher Farbe.

Die Rebsorte treibt spät aus und reift ca. 25 Tage nach dem Gutedel und gilt somit als mittelspät reifend.
Alionza ist eine Varietät der Edlen Weinrebe (Vitis vinifera). Sie besitzt zwittrige Blüten und ist somit selbstfruchtend. Beim Weinbau wird der ökonomische Nachteil vermieden, keinen Ertrag liefernde, männliche Pflanzen anbauen zu müssen.